# Gipfel der Quizgiganten
Gipfel der Quizgiganten war eine Quizshow, die 2022 auf RTL ausgestrahlt wurde. Moderiert wurde die Sendung von Palina Rojinski.

## Modus und Regeln
Gespielt werden drei Arten von Runden. Der Sockelgewinn betrug in den ersten beiden Folgen 50.000 Euro und erhöhte sich auf mindestens 52.000 und maximal 110.000 Euro. Seit der dritten Folge liegt die Spanne des Jackpots bei 50.000 bis 95.000 Euro. Vom Moderatorin werden die Kandidaten geduzt, während sie die Quizgiganten mit Nachnamen siezt.
Das prominente Rateteam aus Günther Jauch (Wer wird Millionär?), Johannes B. Kerner (Der Quiz-Champion) und Guido Cantz (Quizz dich auf 1) (Folgen 1–2) bzw. Sonja Zietlow (Der Schwächste fliegt) (seit Folge 3) als „Quizmaster“ einerseits und die einzeln antretenden Kandidaten (vorwiegend erfahrene Quizzer, die bereits in anderen Shows gewonnen haben) andererseits müssen sieben identische Wissensfragen aus zehn Kategorien („Alltag & Lifestyle“, „Damals & Heute“, „Dichter & Denker“, „Flora & Fauna“, „Guten Appetit“, „Showtime“, „Sport & Spiel“, „Unnützes Wissen“, „Unser Planet“, „Wissenschaft & Technik“) bei vier vorgegebenen Antwortmöglichkeiten getrennt voneinander beantworten. Sieger ist, wer mehr Fragen richtig beantwortet, bei Gleichstand entscheidet mindestens eine weitere Frage, die per Buzzer innerhalb von fünf Sekunden zu beantworten ist. Jeder der Quizmaster hat dazu einen Buzzer vor sich. Alle Kandidaten, die in dieser Auswahlrunde die Quizmaster schlagen, ziehen ins Finale ein. In der Finalrunde spielen die Quizmaster gegen ein Team aus allen Finalisten in der Beantwortung von offenen Fragen, bei denen die schnellste korrekte Antwort mit einem Punkt belohnt wird. Bei einer falschen Antwort geht der Punkt ans gegnerische Team. In den ersten beiden Sendungen waren im Finale 20 Fragen angesetzt, (die nicht alle gestellt wurden, weil die Gewinner vorzeitig feststanden). Seit der dritten Sendung gewinnt die Seite, welche zuerst zehn korrekte Antworten gegeben hat.
In den ersten beiden Folgen traten die Quizmaster zwischen den Auswahlrunden in Geschicklichkeitsspielen gegeneinander an, wobei das Publikum Tipps auf den Sieger abgeben konnte. Lag es richtig, erhöhte sich die mögliche Gewinnsumme um 15.000 Euro. Die Kandidaten spielten nicht mit. Seit Folge 3 gibt es diese Spielrunden nicht mehr. Neu eingeführt wurde stattdessen die eröffnende Jackpotrunde, in denen den Quizzern anhand von Bildern fünf offene Fragen gestellt werden. Pro richtig beantworteter Frage wandern 3.000 Euro in den Jackpot. Seit Folge 3 wird eine Schätzfrage zu Beginn der Sendung gestellt, mit der eine Person aus dem Publikum ausgewählt wird. Sie erhält am Ende das Geld aus dem Jackpot, sofern die Quizmaster die Finalrunde gewinnen. Zuvor war vorgesehen, dass das Geld in diesem Fall in einen Jackpot (Sammeltopf) für die nächste Show fließt.

## Kandidaten

### Folge 1
Die Folge wurde am 10. Januar 2022 mit folgenden Kandidaten ausgestrahlt:
- Jan Stroh (38) aus Hamburg ist Jurist und gewann bei Wer wird Millionär? eine Million Euro.[4]
- Dorothée Zensen (52) ist Lizenzmanagerin aus Tönisvorst in Nordrhein-Westfalen und gewann in den Sendungen Quizz dich auf 1 und Das Quiz mit Jörg Pilawa.
- Thomas Kinne (60) aus Nauheim in Hessen ist Übersetzer, nimmt seit 30 Jahren an Quizsendungen teil und gewann unter anderem in Jeopardy!, Der Schwächste fliegt, Gefragt – Gejagt und Der Quiz-Champion.[5]
- Annette Biller (55) aus Helmbrechts[6] in Bayern ist Rechtspflegerin und besiegte im Alleingang einen Jäger bei Gefragt – Gejagt.[7]

| Name            | Ergebnis | Spiel            | Erg.  | Tipp  | Betrag   |
| --------------- | -------- | ---------------- | ----- | ----- | -------- |
| Jan Stroh       | 02:4     | Elfmeterschießen | C-K-J | C-K-J | € 15.000 |
| Dorothée Zensen | 06:5     | Papierkorb       | K-J-C | K-C-J | € 15.000 |
| Thomas Kinne    | 06:4     | Darts            | C-K-J | K-C-J | € 05.000 |
| Annette Biller  | 05:6     | Streichholz      | K-C-J | J-K-C | € 0500   |
| Zensen Kinne    | 10:7     |                  |       |       | € 85.500 |

1. ↑  gegen Almuth Schult
2. ↑  gegen Max „Maximiser“ Hopp
3. ↑  im Stechen

### Folge 2
Die Folge wurde am 17. Januar 2022 mit folgenden Kandidaten ausgestrahlt: 
- Ivan Buljan (45) aus Split in Kroatien studiert Medizin und siegte in der Sendung Der Quiz-Champion.
- Elfriede Awadalla (65) ist Schriftstellerin aus Wien in Österreich und gewann in der österreichischen Sendung Die Millionenshow eine Million Euro.
- Marcel Zumstein (47) aus Bern in der Schweiz gewann in der Eurovisions-Sendung Ich weiß alles! und im schweizerischen Fernsehen bei Besser als die Quizlegenden.
- Andrea Herrmann (39) aus Hannover ist Diplom-Biologin und gewann in der Sendung Das Quiz mit Jörg Pilawa.[8]

| Name              | Ergebnis | Spiel       | Erg.  | Tipp  | Betrag   |
| ----------------- | -------- | ----------- | ----- | ----- | -------- |
| Ivan Buljan       | 05:3     | Tischtennis | K-J-C | C-J-K | € 0500   |
| Elfriede Awadalla | 01:4     | Turmstapeln | J-K-C | C-K-J | € 0500   |
| Marcel Zumstein   | 05:3     | Billard     | C-K-J | J-K-C | € 0500   |
| Andrea Herrmann   | 03:5     | Würfeln     | K-J-C | K-J-C | € 15.000 |
| Buljan Zumstein   | 11:6     |             |       |       | € 66.500 |

1. ↑  gegen Mia Griesel (Jugendeuropameisterin)

### Folge 3
Die Folge wurde am 27. Juni 2022 mit folgenden Kandidaten ausgestrahlt: 
| Name            | Ergebnis                | Ergebnis             |
| --------------- | ----------------------- | -------------------- |
| Name            | Auswahlrunde Finalrunde | Jackpotrunde Jackpot |
| Eckhard Freise  | 06:05                   | € 12.000             |
| Saniya Kurbel   | 05:06                   | € 12.000             |
| Sebastian Runde | 02:04                   | € 12.000             |
| Freise          | 09:10                   | € 86.000             |

- Eckhard Freise (77), emeritierter Universitätsprofessor aus Münster, war 2000 der erste Hauptgewinner der Sendung Wer wird Millionär? und ist auch als Mitglied des Rateteams beim Quizduell-Olymp bekannt.
- Saniya Kurbel (45), Lehrerin aus Dreieich, siegte in den Sendungen Quizduell, Das Quiz mit Jörg Pilawa und Der Große Preis.
- Sebastian Runde (38), Flugbegleiter aus Duisburg, wurde 2011 Sieger der Sendung Der klügste Deutsche und gewann zudem 125.000 Euro bei Wer wird Millionär?.

Freise erreichte als einziger Kandidat in einem Stechen das Finale, in dem er gegen die Quizmaster unterlag. Der Jackpot von 86.000 Euro ging an die Publikumskandidatin, die zu Beginn das gemeinsame Körpergewicht der drei Quizmaster am besten geschätzt hatte.

### Folge 4
Die Folge wurde am 4. Juli 2022 mit folgenden Kandidaten ausgestrahlt:
| Name          | Ergebnis                | Ergebnis             |
| ------------- | ----------------------- | -------------------- |
| Name          | Auswahlrunde Finalrunde | Jackpotrunde Jackpot |
| Peter Ziegler | 03:05                   | € 12.000             |
| Silke Paesler | 05:04                   | € 12.000             |
| Ralf Schnoor  | 03:05                   | € 12.000             |
| Paesler       | 04:10                   | € 86.000             |

- Peter Ziegler (45), Lehrer für Latein, Chemie und Naturwissenschaften aus Stuttgart, siegte 2014 bei Der Quiz-Champion.
- Silke Paesler (52), Bankkauffrau aus Bruchköbel, gewann bei Wer wir Millionär? 64.000 Euro, bei Rette die Million! zusammen mit ihrer Schwester 50.000 Euro und trat in weiteren acht Quizsendungen auf. Am 26. August 2022 hatte sie einen weiteren Quizauftritt bei Gefragt – gejagt.
- Ralf Schnoor (60), Gastronom aus Hannover, wurde 2010 durch einen Millionengewinn bei Wer wird Millionär? bekannt.

Paesler siegte in der Auswahlrunde im Stechen und unterlag den Quizmastern im Finale. Der Jackpot von 86.000 Euro ging an den Publikumskandidaten, der die gesamte Körperlänge aller drei Quizmaster am besten geschätzt hatte.

## Rezeption

### Einschaltquoten
| Folge | Datum         | Zuschauer | Zuschauer       | Marktanteil | Marktanteil     | Quelle |
| Folge | Datum         | Gesamt    | 14 bis 49 Jahre | Gesamt      | 14 bis 49 Jahre | Quelle |
| ----- | ------------- | --------- | --------------- | ----------- | --------------- | ------ |
| 1     | 10. Jan. 2022 | 2,51 Mio. | 0,60 Mio.       | 9,8 %       | 10,3 %          | [ 9 ]  |
| 2     | 17. Jan. 2022 | 2,05 Mio. | 0,60 Mio.       | 7,9 %       | 9,7 %           | [ 9 ]  |
| 3     | 27. Juni 2022 | 1,84 Mio. | 0,50 Mio.       | 7,9 %       | 9,4 %           | [ 10 ] |
| 4     | 4. Juli 2022  | 1,78 Mio. | 0,43 Mio.       | 8,2 %       | 8,7 %           | [ 11 ] |

### Kritik
Der Kritiker des Focus meint: „Rojinski möchte man als Show-Gastgeberin gerne öfter sehen“, aber auch: „die Show, die eigentlich das kleine Wunder einer erneuten Quiz-Wiederbelebung wahr machen wollte, erwies sich als etwas flauer, wenn auch unterhaltsamer Scherz.“ Ähnlich äußert sich Rupert Sommer auf watson.de: „Palina Rojinski … macht als Moderatorin … eine revolutionär gute Figur. … Sie bekam einmal mehr die Chance zu zeigen, dass viel mehr in ihr steckt[,] als bislang im Show-Geschäft von der 36-Jährigen abgerufen wurde.“ Hingegen sei die „eigentliche ‚Gipfel‘-Sendung … solider Feierabendspaß“, aber „trotz des geballten Staraufgebots eben doch nur – nun ja – eine Quizshow.“
Auch Alexander Krei stimmt auf DWDL zu: „Eine Revolution ist die neue RTL-Show nicht – sieht man mal von der Tatsache ab, dass sie von Palina Rojinski moderiert wird, die man bislang eher nicht in einem derartigen Umfeld erwartet hätte. Tatsächlich sorgt Rojinski für frische Momente.“ Der Kritiker findet die Show zwar „nicht sonderlich aufregend“, meint aber, sie ließe „sich … ganz gut ansehen“. Für „einen amüsanten Fernsehabend geht das klar, doch dem Superlativ, den der Titel verspricht, wird der RTL-Neustart nur bedingt gerecht“. Seine Hauptkritik gilt den Zwischenrunden, die er als „uninspiriertes Intermezzo“ bezeichnet, „das bloß vom Wesentlichen, nämlich den oft wirklich guten Fragen, ablenkt. Umso temporeicher ist dagegen das Finale, in das es bei der Premieren-Ausgabe prompt zwei Ratefüchs[e] schaffen, darunter einer der Jäger aus dem ARD-Vorabendquiz ,Gefragt – Gejagt‘. Zusammen gelingt es ihnen tatsächlich[,] mehr offene Fragen zu beantworten als dem prominenten Triumvirat.“ Jule Hammerschmidt äußert sich ähnlich auf Prisma: „Vor allem Kinne, als Jäger von ‚Gefragt – Gejagt‘ in Schnellraten geschult, überzeugte in der Finalrunde.“

## Produktion
Aufgezeichnet wird die Show im Studio Berlin Adlershof.